# Оканоган (река)
Оканоган (англ. Okanogan River, в Канаде также — Okanagan River) — река на юге канадской провинции Британская Колумбия и в штате Вашингтон, США. Правый приток реки Колумбия. Длина составляет около 185 км. Площадь бассейна составляет около 21 238 км². Средний расход воды — 86 м³/с.

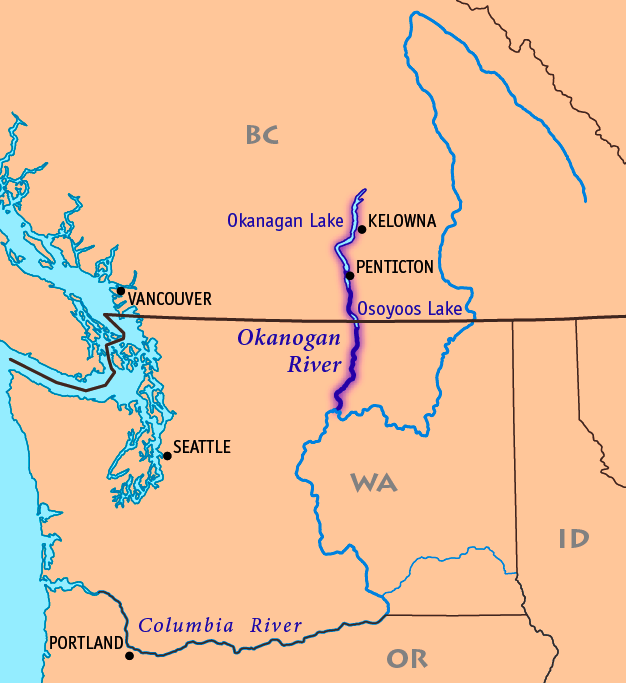

Река Вытекает из южной оконечности озера Оканаган и течёт на юг сперва через озеро Скаха, затем через озеро Осойус, где она пересекает границу с США. После пересечения границы река протекает через округ Оканоган штата Вашингтон, формирует западную границу индейской резервации Колвилл и впадает в реку Колумбия в 8 км к востоку от города Брэустер, между плотинами Чиф-Джозеф (выше по течению) и Уэллс (ниже по течению). Высота устья — 239 м над уровнем моря.
Основные притоки: Симилкамин, Омак-Крик, Тонаскет-Крик и Бонапарт-Крик.